# Rhinella nattereri
Rhinella nattereri é uma espécie de anfíbio da família Bufonidae. Ocorre na Venezuela, Brasil e Guiana.
Considerada como sinônimo de Rhinella granulosa foi revalidada à categoria de espécie distinta em 2009.